# Radio (canção de Robbie Williams)
"Radio" é uma canção composta por Robbie Williams e Stephen Duffy gravada pelo primeiro.
Foi o primeiro single do álbum de melhores êxitos de Williams, Greatest Hits, lançado a 18 de outubro de 2004.

## Paradas
| Parada (2004)                       | Posições |
| ----------------------------------- | -------- |
| Europa - Billboard European Hot 100 | 1        |
| Reino Unido - UK Singles Chart      | 1        |
| Dinamarca - Hitlisten               | 1        |
| Alemanha - Media Control Charts     | 2        |
| Itália - FIMI                       | 2        |
| Áustria- Ö3 Austria Top 40          | 3        |
| Espanha - PROMUSICAE                | 4        |
| Irlanda - IRMA                      | 6        |
| Grécia                              | 8        |
| Hungria - MAHASZ                    | 8        |
| Noruega - VG-lista                  | 8        |
| Países Baixos - Acharts.us          | 9        |
| Austrália - ARIA Charts             | 12       |
| Suíça - Schweizer Hitparade         | 14       |
| Finlândia - Mitä hittiä             | 16       |
| Suécia - Sverigetopplistan          | 22       |
| Bélgica (Flandres)                  | 28       |
| Bélgica (Valônia)                   | 33       |
| Roménia - Romanian Top 100          | 38       |
| França- SNEP                        | 48       |